# Maria Magdalena Haidenbucher
Maria Magdalena Haidenbucher OSB (* 1576 in Kaufering; † 26. August 1650 auf Frauenwörth) war eine deutsche Benediktinerin. Von 1609 bis 1650 war sie Äbtissin des Klosters Frauenchiemsee, das auch als Frauenwörth bezeichnet wird.

## Leben
Magdalena Haidenbucher war die Tochter des Hofmarksinhabers und Kastners Reinhard Haidenbucher aus Kaufering bei Landsberg am Lech und seiner zweiten Frau, nicht wie häufig dargestellt seiner ersten Frau Barbara, geb. Gassner, die auch heute noch durch das Haidenbucher-Epitaph bekannt ist. Magdalenas Zwillingsschwester Maria Cleophe Haidenbucher trat bei den Zisterzienserinnen in Niederschönenfeld ein und wurde dort Priorin und Äbtissin.
Maria Magdalena Haidenbucher kam mit zwölf Jahren nach Frauenchiemsee und legte dort 1590 ihre Profess ab. Sie war einige Zeit Dechantin. Unter dem Einfluss des Konzils von Trient wurde schon von der Äbtissin Sabina Preyndorfer (1582–1609) eine strengere Einhaltung der Ordensregeln (Observanz) durchgesetzt. Haidenbucher, die 1609 zur Äbtissin des Klosters auf Frauenchiemsee gewählt worden war, hatte in diesem Zusammenhang eine Reihe von Visitationen zu überstehen. 1619 ließ Haidenbucher alle Konventualinnen, die bei ihr die Profess abgelegt hatten, in der Maria-Mitleid-Kapelle malen. 1627 ließ sie erstmals dem Volk zur Andacht eine Weihnachtskrippe aufstellen, was eine jahrhundertelange Tradition auf der Fraueninsel begründete.

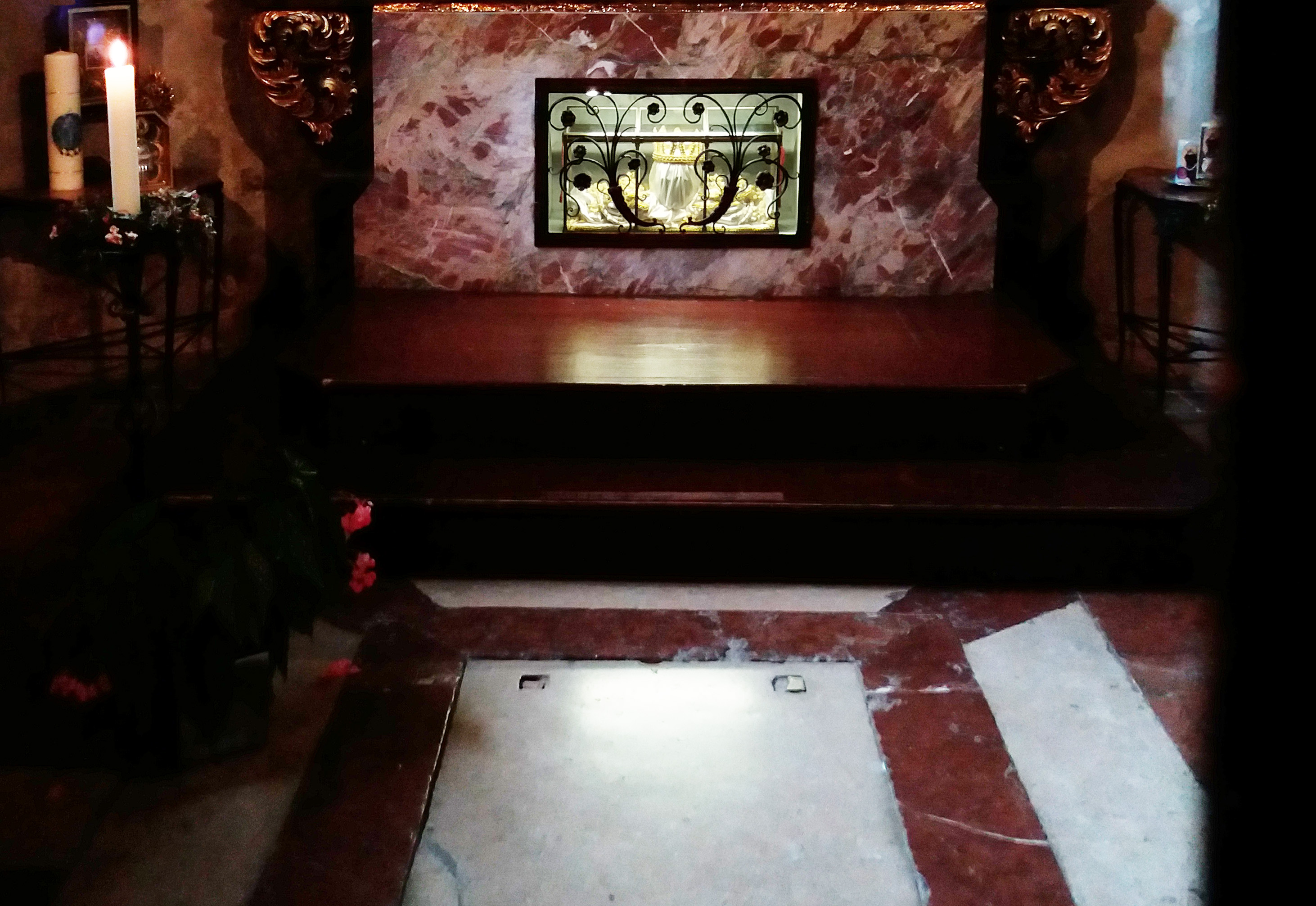
Haupt der Seligen Irmgard von Chiemsee, Irmgardkapelle

Sie fasste den Entschluss, die Reliquien der ersten Äbtissin, Irmgard von Chiemsee, in die Apostelkapelle (Irmingardkapelle) zu überführen, um ihre Verehrung zu fördern. Am 17. Oktober 1631 wurden ihre Gebeine aus ihrem ursprünglichen Grab entnommen, wobei man feststellte, dass der Kopf vom ansonsten unversehrten Skelett fehlte und dass dieser nach der ersten Öffnung um 1004/1010 durch Abt Gerhard von Seeon nach Kloster Seeon gebracht worden war.
1632, beim Heranrücken der schwedischen Truppen im Dreißigjährigen Krieg, nahm sie die Frauenkonvente von Niederschönenfeld, Seligenthal, Altenhohenau, Hohenwart, Holzen und Kühbach in ihr Kloster auf. Maria Magdalena Haidenbucher starb am 26. August 1650.
Sie hinterließ ein erhaltenes Tagebuch unter dem Titel Geschicht Buech de Anno 1609 biß 1650, worin sie über ihr Leben als Äbtissin berichtet. Der Inhalt bietet eine wichtige Quellengrundlage für das Klosterleben jener Zeit.

## Werk

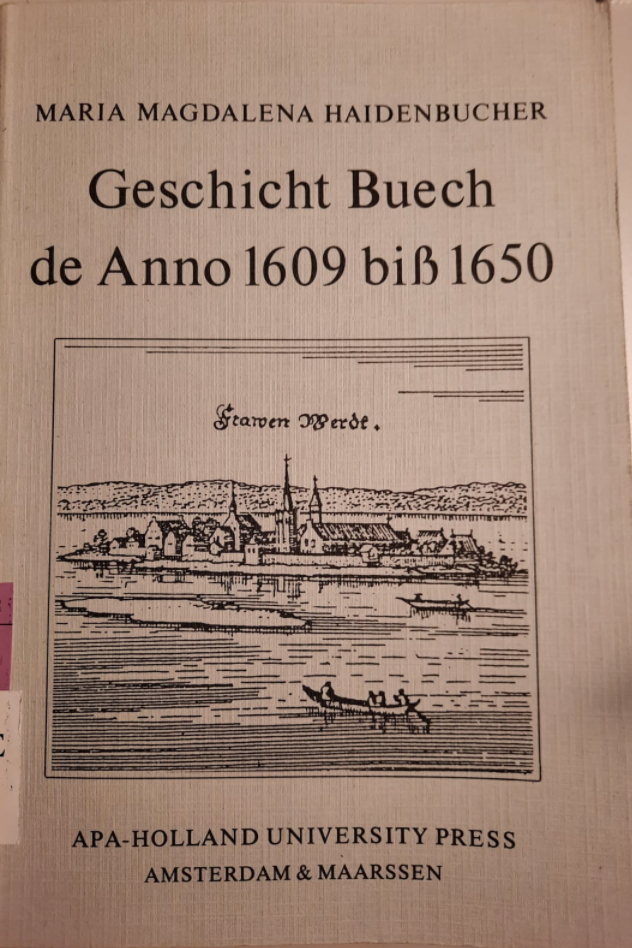
Buchcover „Geschichte Buech de Anno 1609 biß 1650“

Das Tagebuch der Maria Magdalena Haidenbucher setzt 1609, kurz vor ihrer Wahl zur Äbtissin, ein und endet vor ihrem Tod. Die späteste Zeitangabe ist auf den 26. Januar 1650 zu datieren. Es folgen jedoch noch einige Einträge, bis das Tagebuch abbricht. Die Einträge variieren stark in ihrer Länge, wobei sie einen beschreibenden, neutralen Charakter beibehalten. Die beschriebenen Zeremonien, wie auch ihre Wahl zur Äbtissin, werden detailgenau wiedergegeben. Haidenbucher führt auf, welche Gebete wie häufig und von wem aufgesagt werden mussten. Bei der Wahl an sich mussten die Konvent-Frauen, eine nach der anderen, in der Reihenfolge wie sie neben einem Tisch standen, einen Schwur aufsagen. Dabei mussten sie zwei Finger auf die linke Brust legen, der Doktor hat den Schwur vorgesagt und jede musste ihn nachsprechen und dabei ihren Namen nennen. Der Schwur lautete: „Jch N. N. schwiere dz ich an allen falsch vnd argllistigkheit zu einer abtissin Erwëllen will. die. so dem gotthauß Jn geistlich vnd zeitlichen nuzlich sein khan. als war mir gott helff vnnd das heillige Ewangelÿ.“ Nachdem sie diesen Schwur gesprochen hatte, musste sie zum Tisch gehen und auf einen Zettel ihren Namen schreiben und den Namen der Person, die sie wählen wollte: „Jch N. N. Erwëlle zu einer abtissin. N. N.“ Da nach der Wahl zwei Frauen gleich viele Stimmen hatten, entschieden ein Notar und der Doktor wer von den beiden die neue Äbtissin sein sollte. Die Wahl fiel auf Maria Magdalena Haidenbucher.
Andere Einträge sind sehr kurz, wie Geldabgaben und Transaktionen, bei denen nur die betroffenen Personen und der überwiesene Betrag aufgelistet sind: So hat Haidenbucher einen süssen Wein (Vinndetiero) aus Salzburg bringen lassen, der 18 Gulden und 15 Kreuzer gekostet hat. Im Tagebuch ist im Jahr 1631 eine Liste aufgeführt, auf der alle 23 Konvent-Frauen und die zwölf Schwestern des Klosters verzeichnet sind. Dabei werden auch zwei Novizinnen erwähnt und zwei Frauen, die bei einer der aufgeführten Konvent-Frauen (teresia aurerin) als „Lern-Jungfrauen“ aufgelistet sind. Auch in den Tagebucheinträgen 1632, zur Aufnahme der Frauenkonvente von Niederschönenfeld, Seligenthal, Altenhohenau, Hohenwart, Holzen und Kühbach, werden alle Frauen namentlich aufgelistet. Im Jahr 1635 gibt es einen Eintrag zur Pest. Die schreckliche Krankheit habe im Kloster und in der Umgebung zu vielen Todesfällen geführt. Das Tagebuch bietet somit auch einen Einblick in die düsteren Ereignisse dieser Zeit. Im Tagebuch finden sich immer wieder leere oder herausgerissene Seiten. Wann genau der letzte Beitrag verfasst wurde, ist nicht klar, da Haidenbucher nicht bei allen Einträgen ein genaues Datum angegeben hatte. Die letzten paar Seiten sind zudem leer oder herausgerissen und in einem Fall herausgeschnitten.